# Daisuke Ashihara
葦原 大介
Œuvres principales
- World Trigger

Daisuke Ashihara (葦原 大介, Ashihara Daisuke) est un mangaka japonais né le 13 février 1981. Il est connu pour être l'auteur du manga World Trigger.

## Biographie
En 2008, il participe au Prix Tezuka avec un manga à mystère intitulé "ROOM303". Ce dernier arrive à la second place du concours et est par la suite publié dans le 33ᵉ numéro du Weekly Shōnen Jump de l'année 2008, marquant ses débuts en tant que mangaka.

## Œuvre
- 2008 : Room 303 (ルームサンマルサン, Room Sanmmarusan?) – one shot
- 2009 : Clever Dog Rilienthal (賢い犬リリエンタール, Kashikoi Inu Rilienthal?) – série
- 2009 : Trigger Keeper (トリガーキーパー, Torigā kīpā?) – one shot
- 2011 : Jitsuryoku-ha Elite Jin (実力派エリート迅, Jitsuryokuha Erīto Jin?) – one shot
- 2013 - : World Trigger (ワールドトリガー, Wārudo Torigā?)